# Cristina Prună
Cristina-Mădălina Prună (ur. 11 grudnia 1984 w Bukareszcie) – rumuńska polityk i ekonomistka, posłanka do Izby Deputowanych.

## Życiorys
Absolwentka Akademii Studiów Ekonomicznych w Bukareszcie (2007). W 2008 uzyskała magisterium z europejskiego i międzynarodowego rozwoju gospodarczego w instytucie badawczym w Nantes. Pracowała jako konsultantka i kierownik projektów, a także na stanowiskach menedżerskich. Zawodowo związana m.in. z Centrum Technicznym ds. Współpracy w dziedzinie Rolnictwa i Obszarów Wiejskich (AKP-UE), European Young Innovators Forum i rumuńskim oddziałem Oracle Corporation.
Zaangażowała się w działalność polityczną w ramach Związku Zbawienia Rumunii. W 2016 uzyskała mandat radnej miejskiej w Bukareszcie. W tym samym roku z ramienia swojego ugrupowania została wybrana w skład Izby Deputowanych. W 2020 z powodzeniem ubiegała się o poselską reelekcję (jako kandydatka liberalnej koalicji USR PLUS). Mandat poselski z listy USR utrzymała także w 2024.